# Ciclismo ai Giochi della VIII Olimpiade - Inseguimento a squadre
La competizione del inseguimento a squadre di ciclismo dei Giochi della VIII Olimpiade si tenne i giorni 26 e 27 luglio 1924 al Velodromo di Vincennes a Parigi, in Francia.

## Risultati

### Eliminatorie
Si disputarono il 26 luglio, 7 serie i vincitori ammessi ai quarti di finale.
| Pos. | Nazione     | Atleti                                                                   | Tempo  |
| ---- | ----------- | ------------------------------------------------------------------------ | ------ |
| 1    | Belgio      | Léonard Daghelinckx Rik Hoevenaers Fernand Saivé Jean Van Den Bosch      | 5'12"0 |
| 2    | Paesi Bassi | Gerard Bosch van Drakestein Jan Maas Simon van Poelgeest Frans Waterreus |        |

| Pos. | Nazione    | Atleti                                                                 | Tempo  |
| ---- | ---------- | ---------------------------------------------------------------------- | ------ |
| 1    | Italia     | Angelo De Martini Alfredo Dinale Aurelio Menegazzi Francesco Zucchetti | 5'23"2 |
| -    | Jugoslavia | -                                                                      | DNS    |

| Pos. | Nazione        | Atleti                                                       | Tempo  |
| ---- | -------------- | ------------------------------------------------------------ | ------ |
| 1    | Svizzera       | Ernst Leutert Arnold Nötzli Emil Richli Gottfried Weilenmann | 5'23"0 |
| 2    | Cecoslovacchia | Jaroslav Brož Oldřich Červinka Miloš Knobloch Karel Pechan   |        |

| Pos. | Nazione   | Atleti | Tempo |
| ---- | --------- | ------ | ----- |
| -    | Australia | -      | DNS   |
| -    | Cile      | -      | DNS   |

| Pos. | Nazione   | Atleti                                                        | Tempo  |
| ---- | --------- | ------------------------------------------------------------- | ------ |
| 1    | Danimarca | Willy Falck Hansen Oscar Guldager Edmund Hansen Erik Kjeldsen | 5'27"6 |
| -    | Argentina | -                                                             | DNS    |

| Pos. | Nazione       | Atleti                                                     | Tempo  |
| ---- | ------------- | ---------------------------------------------------------- | ------ |
| 1    | Francia       | Lucien Choury Joseph Guillemin René Hournon Maurice Renaud | 5'11"4 |
| 2    | Gran Bretagna | Frederick Habberfield Thomas Harvey Henry Lee Jock Stewart |        |

| Pos. | Nazione  | Atleti                                                           | Tempo  |
| ---- | -------- | ---------------------------------------------------------------- | ------ |
| 1    | Polonia  | Józef Lange Jan Łazarski Tomasz Stankiewicz Franciszek Szymczyk  | 5'16"0 |
| 2    | Lettonia | Andrejs Apsītis Roberts Plūme Fridrihs Ukstiņš Artūrs Zeiberliņš |        |

### Quarti di finale
Si disputarono il 26 luglio, 3 serie i vincitori e il miglior secondo tempo ammessi alle semifinale.
| Pos. | Nazione | Atleti                                                              | Tempo  |
| ---- | ------- | ------------------------------------------------------------------- | ------ |
| 1    | Belgio  | Léonard Daghelinckx Rik Hoevenaers Fernand Saivé Jean Van Den Bosch | 5'12"2 |
| 2    | Polonia | Józef Lange Jan Łazarski Tomasz Stankiewicz Franciszek Szymczyk     | 5'16"8 |

| Pos. | Nazione  | Atleti                                                       | Tempo  |
| ---- | -------- | ------------------------------------------------------------ | ------ |
| 1    | Francia  | Lucien Choury Joseph Guillemin René Hournon Maurice Renaud   | 5'14"2 |
| 2    | Svizzera | Ernst Leutert Arnold Nötzli Emil Richli Gottfried Weilenmann | 5'21"6 |

| Pos. | Nazione   | Atleti                                                                 | Tempo  |
| ---- | --------- | ---------------------------------------------------------------------- | ------ |
| 1    | Italia    | Angelo De Martini Alfredo Dinale Aurelio Menegazzi Francesco Zucchetti | 5'13"8 |
| 2    | Danimarca | Willy Falck Hansen Oscar Guldager Edmund Hansen Erik Kjeldsen          | DNS    |

### Semifinali
Si disputarono il 27 luglio.
| Pos. | Nazione | Atleti                                                                 | Tempo  |
| ---- | ------- | ---------------------------------------------------------------------- | ------ |
| 1    | Italia  | Angelo De Martini Alfredo Dinale Aurelio Menegazzi Francesco Zucchetti | 5'12"0 |
| 2    | Belgio  | Léonard Daghelinckx Rik Hoevenaers Fernand Saivé Jean Van Den Bosch    |        |

| Pos. | Nazione | Atleti                                                          | Tempo  |
| ---- | ------- | --------------------------------------------------------------- | ------ |
| 1    | Polonia | Józef Lange Jan Łazarski Tomasz Stankiewicz Franciszek Szymczyk | 5'18"0 |
| 2    | Francia | Lucien Choury Joseph Guillemin René Hournon Maurice Renaud      |        |

### Finali
Si disputarono il 27 luglio.
| Pos.   | Nazione | Atleti                                                              | Tempo |
| ------ | ------- | ------------------------------------------------------------------- | ----- |
| Bronzo | Belgio  | Léonard Daghelinckx Rik Hoevenaers Fernand Saivé Jean Van Den Bosch |       |
| 4      | Francia | Lucien Choury Joseph Guillemin René Hournon Maurice Renaud          |       |

| Pos.    | Nazione | Atleti                                                                 | Tempo  |
| ------- | ------- | ---------------------------------------------------------------------- | ------ |
| Oro     | Italia  | Angelo De Martini Alfredo Dinale Aurelio Menegazzi Francesco Zucchetti | 5'15"0 |
| Argento | Polonia | Józef Lange Jan Łazarski Tomasz Stankiewicz Franciszek Szymczyk        |        |